# Situationisten

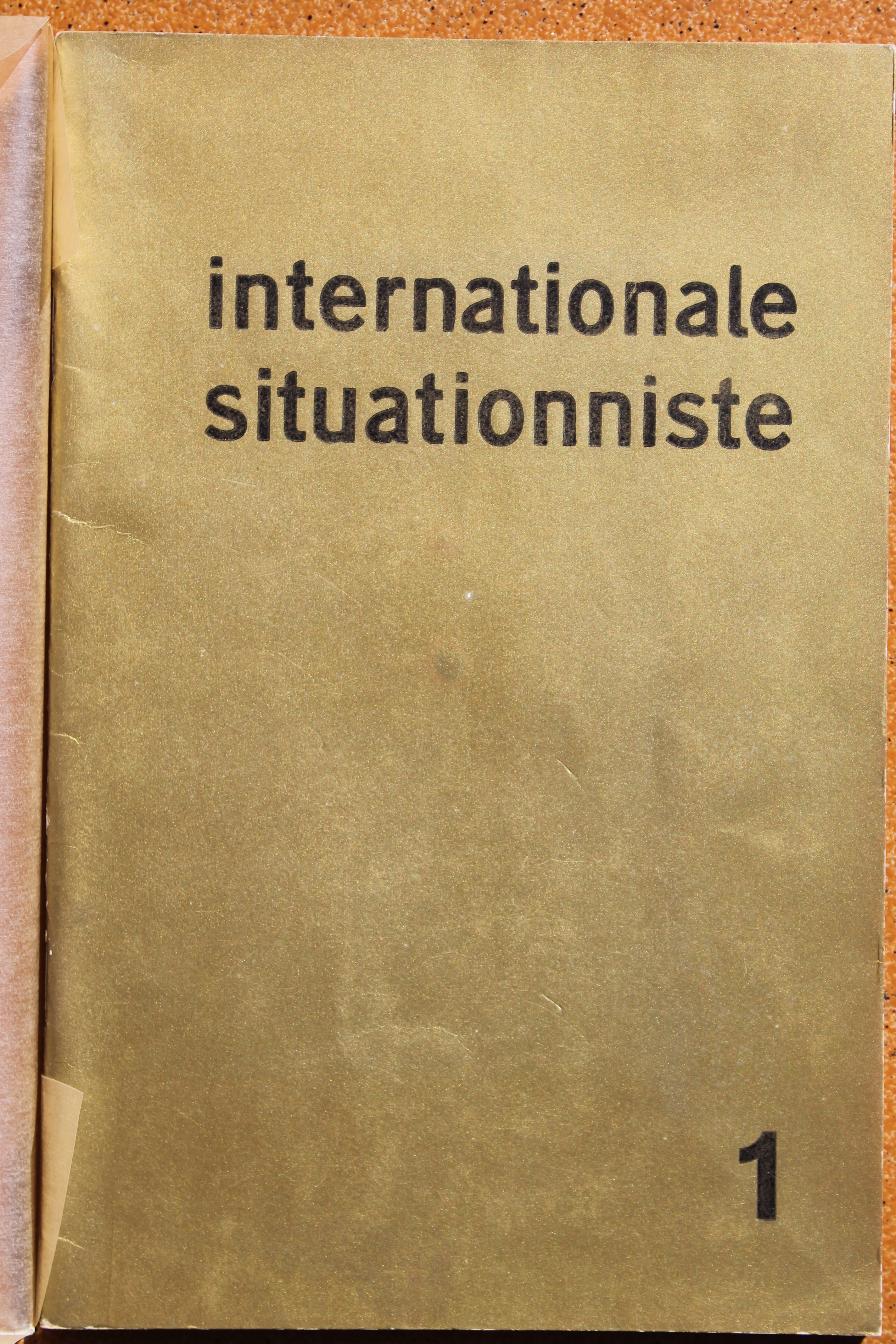
De Franse afdeling publiceerde tussen 1958 en 1969 twaalf nummers van het tijdschrift Internationale situationniste.

De situationisten vormden in 1957 een internationale kunstzinnig-politieke beweging. De kunstenaarsgroep Internazionale Situazionista werd in 1957 opgericht in Italië, in  Cosio di Arroscia, en liet zich vooral gelden tijdens de Parijse studentenopstand van 1968. In 1972 werd de beweging opgeheven. 

## Geschiedenis
De beweging werd opgericht door de Deen Asger Jorn en Belg Maurice Wyckaert. Hun bekendste leiders waren Guy Debord met zijn werk La société du spectacle en Raoul Vaneigem met Traité de savoir-vivre à l'usage des jeunes générations (telkens 1967). Zowel Constant Nieuwenhuijs als Asger Jorn waren een korte periode lid van de beweging. 
Situationisten streefden ernaar om een toestand van voortdurende maatschappelijke revolutie te bewerkstelligen. Hun bedoeling was dat te doen door het creëren van voor massaconsumptie geschikte, ontregelende situaties, zogenaamde happenings. De naam situationisme komt voort uit het idee dat elke generatie zich in een situatie bevindt, die ontstaan is door de vorige generatie en waartegen zij zich moet verzetten zodat er een permanente revolte komt tegen het gezag. Het gebruik van het woord situationisme werd door situationisten afgewezen omdat het een starre ideologie zou suggereren.
Toen de Situationistische Internationale voor het eerst werd gevormd had deze een overwegend artistieke focus; nadruk werd gelegd op concepten als alternatieve stedenbouw en psychogeografie.Geleidelijk verschoof de focus echter meer naar revolutionaire en politieke theorie. De Situationistische Internationale bereikte het hoogtepunt van haar creatieve productie en invloed rond 1967 en 1968, met de publicatie van de twee belangrijkste teksten van de situationistische beweging: De Spektakelmaatschappij door Guy Debord en Traité de savoir-vivre à l'usage des jeunes générations van Raoul Vaneigem. De geschriften en politieke theorie van de twee teksten, samen met andere situationistische publicaties, bleken van grote invloed te zijn op het vormgeven van de ideeën achter de opstanden van mei 1968 in Frankrijk. Citaten, zinnen en slogans uit situationistische teksten en publicaties waren tijdens de opstanden alomtegenwoordig op posters en graffiti in Frankrijk, waarvan de meest bekende is: 'Sous les pavés, la plage!' (Onder het asfalt, het strand!)
De beweging vertoont verwantschap met het dadaïsme, het surrealisme, het lettrisme, Cobra, Fluxus en Mail art. De situationisten hebben een sterke invloed gehad op de latere Engelse punkbeweging en het autonomisme en neomarxisme, maar ook op het Nederlandse Provo. Tegenwoordig is de invloed van de Situationisten in verschillende kunststromingen terug te vinden. Wat betreft de politieke kant is een contemporaine vertaling te vinden in Collectief Ondeugend.
In 1972 werd de beweging opgeheven.